# Drenatge
|  | Per a altres significats, vegeu «Drenatge (hidrologia)». |

El drenatge és un procés fisiològic per eliminar els fluids del cos, líquids o gasosos, ja sigui fisiològica o patològica. El 1892 el cirurgià austríac Winiwater
publicà un llibre sobre el teixit connectiu i l'edema d'origen limfàtic, mentre que a França, el 1898, el Dr Fege (Hospital Necker de París) va publicar un article mèdic sobre un nou mètode de massatge "le massage précoce post-traumatique". Uns anys més tard, el 1936, amb els nous coneixements anatòmics i nous elements de coneixement de la fisiologia, Emile Vodder presentar el seu mètode de drenatge limfàtic manual (DLM), tal com es practica avui dia. Hi ha diverses formes de drenatge, per diferenciar-se de drenatge quirúrgic:
- El drenatge postural és un mètode de teràpia física que utilitza la gravetat de la Terra mitjançant la col·locació de la part inclinada del cos d'un pacient amb la finalitat de facilitar el flux
  - Elevar les cames: malaltia veno-limfàtica de drenatge
  - Al pit inclinat cap endavant: el drenatge bronquial.
- La cinesioteràpia respiratòria, que és ajudar el subjecte a tossir (buidar els pulmons) amb copets al pit o, especialment en nens petits (amb bronquiolitis o fibrosi quística, amb força de compressió de la caixa toràcica durant l'expiració[3]
- Drenatge limfàtic manual o massatge de drenatge limfàtic amb una pressió suau i rítmic al llarg d'un membre progressiu (limfedema de membre superior a la mama després de la cirurgia de càncer de mama (seguit de la dissecció axillaire4 exemple), les extremitats inferiors quan venosa o edema limfàtic (amb determinades indicacions mèdiques)
- Drenatge venolimfàtic de mitjançant el mètode de la teràpia de pressió (en la teràpia de pressió Anglès). Aquesta tècnica utilitza dispositius de gradient de pressió fisiològica amb botes inflables (o braçalets) activats per un compressor d'aire (pressió augmenta gradualment de 40 a 80 mil·libars)
- Drenatge venolimfàtic per mitges o embenats. L'activitat dels músculs de les cames, juntament amb les mitjanes de pressió, promou la mobilització de la sang venosa i la limfa, actuant com una bomba en les estructures vasculaires.[4]